# Kindel (Industriegebiet)
Das Industriegebiet Kindel ist ein Industriegebiet in der thüringischen Gemeinde Hörselberg-Hainich im Wartburgkreis. Das Gelände ging aus der Kleinsiedlung Künkelhof und einer nach dem Zweiten Weltkrieg entstandenen und bis 1992 geräumten Zivilsiedlung am Rande des Truppenübungsplatz Kindel der Roten Armee (mit Panzerschießplatz und Militärflugplatz) hervor.

## Lage
Das Industriegebiet Kindel liegt im Zentrum der Gemeinde Hörselberg-Hainich, etwa 8 km nordöstlich von Eisenach im östlich der Bundesstraße 84 gelegenen Teil des ehemaligen Truppenübungsplatzes Kindel zwischen den Ortsteilen Wenigenlupnitz und Wolfsbehringen. Seit Januar 2010 verläuft die BAB 4 unmittelbar südlich des Industriegebietes. Die nächstgelegene Anschlussstelle befindet sich in etwa zwei Kilometern Entfernung bei Großenlupnitz und ist zugleich Knotenpunkt mit der B 84 nach Eisenach, Behringen und Bad Langensalza. Der heutige Flugplatz Eisenach-Kindel liegt am östlichen Rand des Industriegebietes.

## Geschichte

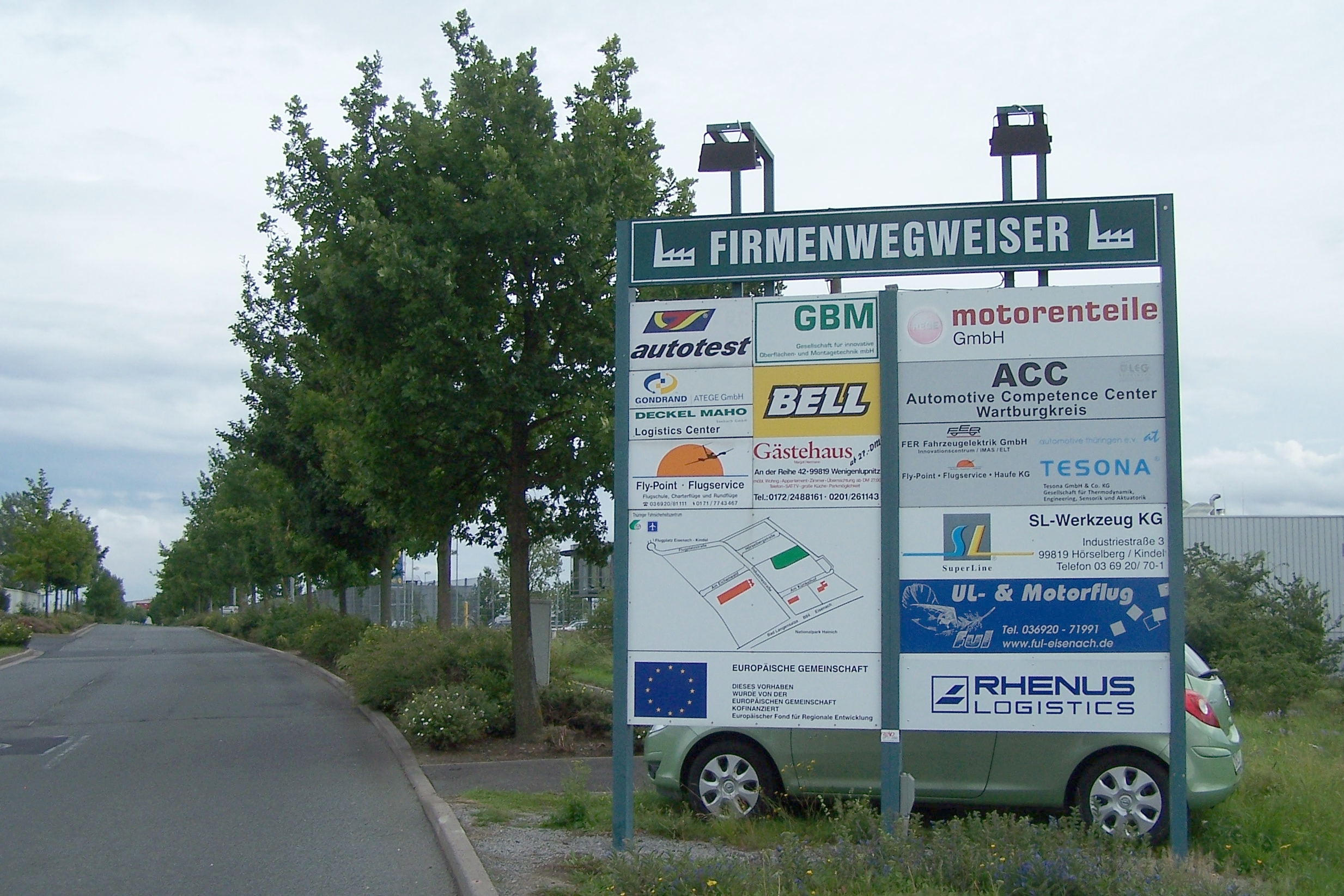
Wegweiser an der Hauptzufahrt

Der Künkelhof wurde als Cancul im Oktober 1080 erstmals erwähnt. Vor Beginn des Zweiten Weltkrieges entstand ein etwa 300 Hektar großer Truppenübungsplatz am Künkelhof. Das Militärgelände diente zunächst als Erprobungs- und Schießplatz für in Eisenach gefertigte Artilleriegeschütze. Nach dem Krieg wurde der Schießplatz Kindel weiter ausgebaut und an die Gruppe der Sowjetischen Streitkräfte in Deutschland als Panzerschießplatz übergeben. Für die Stammbesatzung und deren Familienangehörige wurden auf dem etwa 700 Hektar großen Gelände der Waldsiedlung Kindel feste Unterkünfte (Baracken und Steingebäude) errichtet, während die zur Ausbildung eingetroffenen Einheiten unter Frontbedingungen in Zelten und getarnten Erdgruben hausen mussten. Nach dem Abzug der Militärs und der Dekontaminierung der Fläche wurde mithilfe der Landesentwicklungsgesellschaft Thüringen das Industriegebiet Kindel erschlossen. Der Standort wurde wegen des Flugplatzbetriebes ausgewählt und grenzt im Westen an das Naturschutzgebiet, jetzt Bestandteil des zum UNESCO-Weltnaturerbe Buchenurwälder und Alte Buchenwälder der Karpaten und anderer Regionen Europas zählenden Nationalpark Hainich. Mitte der 1990er-Jahre wurden am Südhang des Nessetals Hochspannungsleitungen und zwei Gasleitungen verlegt, sie waren Voraussetzung für die Industrieansiedlung. 2009 wurde mit der Autobahnverlegung an den Kindel auch der Straßenverkehrsanschluss optimiert.
Das Industriegebiet hat inzwischen eine Größe von 120 Hektar erreicht, im Endausbau können 620 Hektar verfügbar sein. Automotiv-Zulieferbetriebe bestimmen das Erscheinungsbild.
Im Februar 2021 wurde der Bau eines Logistikzentrums mit dem Namen „NGL“ (Next Generation Logistics) für das Unternehmen Weidmüller angekündigt.

## Besonderheiten

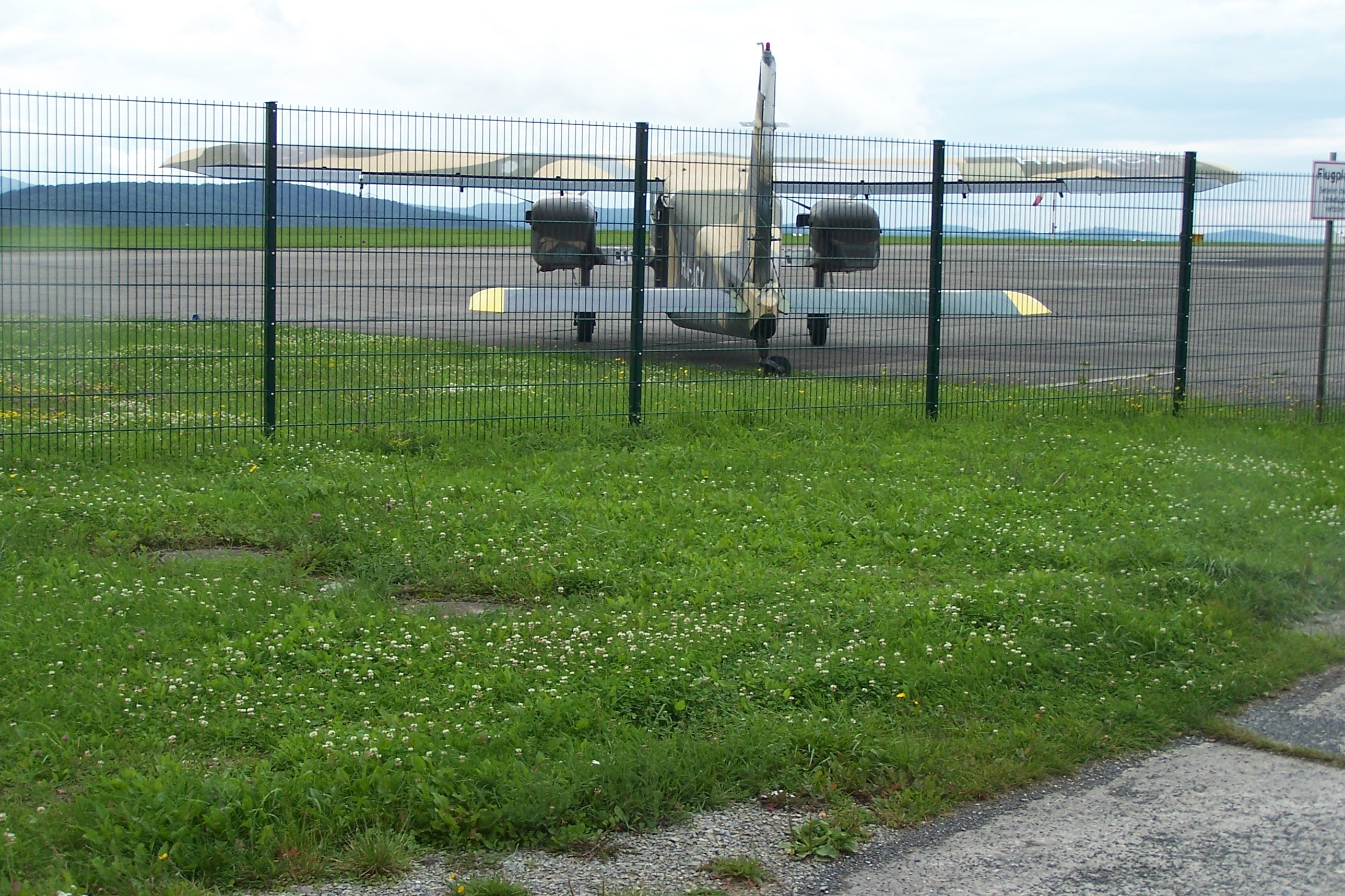
Am Flugplatz

Das Industriegebiet Kindel verfügt über einige Besonderheiten.
- Der Flugplatz und angrenzende Bereiche werden für Messen, Konzert-Events und sportliche Großveranstaltungen genutzt. Zu den Höhepunkten gehört das jährliche Flugplatzfest mit Schauvorführungen und der Präsentation von Flugzeug-Veteranen, darunter regelmäßig eine „Tante Ju“.
- Seit 2004 finden an mehreren Wochenenden im Jahr kommerzielle, privat organisierte Autorennveranstaltungen auf dem nicht für die Luftfahrt genutzten Teil des Flugplatzes statt. An gleicher Stelle bietet seit 1992 das Thüringer Fahrsicherheitszentrum Fahrsicherheitsübungen und Kurse für Berufskraftfahrer und Privatleute an.[5] Der Kindel hat sich auch als Veranstaltungsort für Messen (Garten- und landtechnische Produkte) und Flugschauen entwickelt.[6]
- Auf dem Kindel werden spezielle Radlader für den Bergbau gefertigt, die man auf dem Freigelände der Firma besichtigen kann.
- Östlich an den Flugplatz schließt sich auf der ehemaligen Trasse der Nessetalbahn der Nessetal-Radweg an, der im Endausbau das Nessetal von Behringen an mit Erfurt verbinden wird.
- Ein Teil des ehemaligen Militärgeländes nördlich des Tanklagers am Flugplatz wurde zum Biotop umgestaltet. Hier haben Wanderer die Möglichkeit, einen Blick auf den südöstlichen Rand des Nationalparks Hainich zu werfen. Der Wanderweg führt in östlicher Richtung weiter zum Hainaer Holz mit drei Wallburgen und einer denkmalgeschützten Mühle im Nessetalgrund.

## Verkehrsanbindung
Zwei Kilometer vom Flugplatz befindet sich bei Großenlupnitz die Anschlussstelle Eisenach Ost der A 4, die über die Bundesstraße 84 zu erreichen ist. Den öffentlichen Personennahverkehr bedient eine Buslinie der Verkehrsgesellschaft Wartburgkreis.